# Domahidy Miklós
Domahidy Miklós (írói álneve: Szatmári György) (Budapest, 1922. január 6. – 2008. november 21.) magyar író, forgatókönyvíró, borász. A Magyar Írószövetség tagja volt.

## Életpályája
1942-ben végzett a Pázmány Péter Tudományegyetemen, ahol szakborász lett. 1944-ben a nyilasok elől bujkálnia kellett. 1945 tavaszán az orosz katonák az utcán elfogták; 1945–1948 között az Urálban volt hadifogoly. 1948–1952 között a budapesti Borközpont munkatársaként dolgozott. 1952–1956 között Budapesten, a Szőlészeti Kutatóintézet borgazdasági kutatócsoportjának vezetője volt. 1956-tól Svájcban élt; Lausanneben telepedett le. 1958-tól az Új Látóhatár munkatársa volt.
Dolgozott a Szabad Európa Rádiónak, valamint német és svájci rádióknak is, amelyek előadták több hangjátékát. A csorba csésze című regénye televíziós változatát az osztrák, svájci, holland és belga televíziók mutatták be. A belőle készült színművet Bécsben játszották. Az 1960-as években több regénye jelent meg németül, franciául, hollandul és spanyolul. A Genfi tó partján lévő Mont-surRolle-ban is lakott. 

## Családja
Szülei: Domahidy György (1893–1955) és Nagy Julianna (1893–1987) voltak. Testvére, Domahidy András (1920–2012) író, könyvtáros volt. 1950. február 24-én, Budapesten házasságot kötött Morvay Theodórával (1930–1991). Három gyermekük született: Beatrix Márta Mária (1951-), Mátyás Donato György (1978-) és Antoine Gregoire Michel (1983-).

## Művei
- Die Tasse mit dem Sprung (magyarul: A csorba csésze (1988); regény, Hamburg-Bécs, 1962; franciául: Carte sous table, Párizs, 1964, hollandul: De Verrader is onder ons, Den Haag, 1964, spanyolul: La Taza Agrietada, Barcelona, 1966)
- Sechzehn Schlösser (magyarul: Tizenhat zár (1988); regény, Hamburg-Bécs, 1964; franciául: La Seize Verrous, Párizs, 1966)
- Die Schule des Kneifens (magyarul: A lapítás iskolája (1988); regény, Bécs-Hamburg, 1968)
- Könyörtelen évek (A lapítás iskolája, A csorba csésze, Tizenhat zár), regények, Bern, 1988)
- Ilyen volt Haynal Imre (szerkesztő, Bern, 1989)
- Az osztrák vádlott. Regény egy tárgyalásról, amelyen nem derült ki, hogy a vádlottat Pöltenberg Ernőnek vagy Ernest Pölt Ritter von Pöltenbergnek hívják (regény, Bern, 1985; Budapest, 1990)
- Patkolni kell a Bársonyt (dráma; rajz: Budai Vass Jenő, szerkesztette: Filep Tamás Gusztáv, utószó: Szakolczay Lajos; Bern-Budapest, 1991)
- Könyörtelen idők (kisregény, 1992)

## Filmjei
- Die Tasse mit dem Sprung (1964)
- Könyörtelen idők/A lapítás iskolája (1991)
- Vigyázók/Csorba csésze (1993)

## Díjai
- Szép Ernő-jutalom (1992)
- Nagy Imre-emlékplakett (1999)